# Гудланкур ле Пјерпон
Гудланкур ле Пјерпон (фр. Goudelancourt-lès-Pierrepont) насеље је и општина у североисточној Француској у региону Пикардија, у департману Ен (Пикардија) која припада префектури Лаон.
По подацима из 2011. године у општини је живело 152 становника, а густина насељености је износила 17,41 становника/km². Општина се простире на површини од 8,73 km². Налази се на средњој надморској висини од 105 метара (максималној 135 m, а минималној 82 m).

## Демографија
| 1962. | 1968. | 1975. | 1982. | 1990. | 1999. | 2011. |
| ----- | ----- | ----- | ----- | ----- | ----- | ----- |
| 175   | 200   | 157   | 148   | 129   | 147   | 152   |

График промене броја становника у току последњих година